# 꾸러기팀
꾸러기팀(Wildcats)은 미국에서 제작된 마이클 리치 감독의 1986년 코미디 영화이다. 골디 혼 등이 주연으로 출연하였고 앤시아 실버트 등이 제작에 참여하였다.

## 출연

### 주연
- 골디 혼

### 조연
- 스우지 커즈
- 로빈 리블리
- 브랜디 골드
- 제임스 키치
- 잔 훅스
- 브루스 맥길
- 닙시 러셀
- 미켈티 윌리암슨
- 탭 다커

## 제작진
- 협력프로듀서: 고돈 A. 웹
- 미술: 보리스 레벤
- 의상: 웨인 A. 핀클먼
- 배역: 마리언 더펄티